# 铁板阵
《铁板阵》是南梦宫于1983年1月推出的卷轴设计街机游戏。游戏采用南梦宫小蜜蜂硬件，由远藤雅伸设计。北美由雅达利生产。
游戏后来移植到众多平台，包括X1、FM-7、PC-8001mkIISR、PC-8801、PC-9801、MZ-2500、X68000、雅达利7800、ZX Spectrum、Amstrad CPC、Apple II、Atari ST、红白机、FC磁碟机、PC Engine、Game Boy Advance、Xbox Live Arcade和任天堂3DS。
游戏获得巨大的商业和评论成功，街机版销量约1.55万，红白机版销量127万。